# Spilosoma neurographa
Spilosoma neurographa là một loài bướm đêm thuộc phân họ Arctiinae, họ Erebidae.